# Malaysia Open 1991
Die Malaysia Open 1991 im Badminton fanden vom 3. bis zum 6. Juli 1991 in Kuala Lumpur statt. Das Preisgeld betrug 125.000 Dollar.

## Sieger und Platzierte
| Disziplin    | Gold                           | Silber                       | Bronze                               |
| ------------ | ------------------------------ | ---------------------------- | ------------------------------------ |
| Herreneinzel | Rashid Sidek                   | Foo Kok Keong                | Ardy Wiranata                        |
| Herreneinzel | Rashid Sidek                   | Foo Kok Keong                | Wu Wenkai                            |
| Dameneinzel  | Sarwendah Kusumawardhani       | Tang Jiuhong                 | Lee Heung-soon                       |
| Dameneinzel  | Sarwendah Kusumawardhani       | Tang Jiuhong                 | Bang Soo-hyun                        |
| Herrendoppel | Kim Moon-soo Park Joo-bong     | Jalani Sidek Razif Sidek     | Li Yongbo Tian Bingyi                |
| Herrendoppel | Kim Moon-soo Park Joo-bong     | Jalani Sidek Razif Sidek     | Jon Holst-Christensen Thomas Lund    |
| Damendoppel  | Chung So-young Hwang Hye-young | Gillian Clark Nettie Nielsen | Rhonda Cator Anna Lao                |
| Damendoppel  | Chung So-young Hwang Hye-young | Gillian Clark Nettie Nielsen | Finarsih Lili Tampi                  |
| Mixed        | Lee Sang-bok Chung So-young    | Thomas Lund Pernille Dupont  | Jon Holst-Christensen Grete Mogensen |
| Mixed        | Lee Sang-bok Chung So-young    | Thomas Lund Pernille Dupont  | Shon Jin-hwan Gil Young-ah           |

## Finalergebnisse
| Disziplin    | Sieger                         | Finalist                     | Ergebnis     |
| ------------ | ------------------------------ | ---------------------------- | ------------ |
| Herreneinzel | Rashid Sidek                   | Foo Kok Keong                | 15-4, 15-5   |
| Dameneinzel  | Sarwendah Kusumawardhani       | Tang Jiuhong                 | 12-11, 11-1  |
| Herrendoppel | Park Joo-bong Kim Moon-soo     | Razif Sidek Jalani Sidek     | 15-8, 15-11  |
| Damendoppel  | Hwang Hye-young Chung So-young | Nettie Nielsen Gillian Clark | 15-10, 15-11 |
| Mixed        | Lee Sang-bok Chung So-young    | Thomas Lund Pernille Dupont  | 15-11, 15-8  |

## Ergebnisse

### Herreneinzel Qualifikation
- Sushant Saxena –  Hong Han Lim: 15-8 / 15-3
- George Thomas –  Ong Rae Mun: 17-16 / 15-10
- Jean-Frédéric Massias –  Mukesh Shah: 15-3 / 15-5
- Mark Nichols –  Koo Yong Chut: 15-11 / 15-3
- Liang Zhiqiang –  Chew Choon Eng: 15-2 / 15-6
- Sushant Saxena –  Stephan Kuhl: 15-13 / 15-13
- George Thomas –  Ji Teck Koo: 15-7 / 15-7
- Wee Tat Leong –  Christophe Jeanjean: 15-11 / 15-6
- Pullela Gopichand –  Wong Choong Hann: 15-3 / 15-10
- Indrajit Mukherjee –  Jeroen Steffers: 15-8 / 15-2
- Deng Xiaojian –  Clarence Tim: 15-3 / 15-10
- D. Jivehenthiran –  Etienne Thobois: 17-14 / 15-1
- Seng Fung –  Bhawin Gala: 15-0 / 15-9
- Bernd Schwitzgebel –  Lo Ah Heng: 15-0 / 15-2
- Yee Yoon Yang –  Kuan Yang Adrian Tay: 15-5 / 15-7
- Rosman Razak –  Volker Eiber: 15-14 / 15-9
- Dipankar Bhattacharjee –  Roslin Hashim: 11-15 / 15-6 / 15-5
- Azahan Othman –  Kenneth Vella: 15-2 / 15-3
- Ron Leunissen –  Leonard Lim: 15-11 / 15-2
- Lin Liwen –  Andrew Perks: 15-5 / 15-12
- Yong Hock Kin –  Ernesto de la Torre: 7-15 / 15-13 / 15-10
- Davincy Saha –  Jean-Frédéric Massias: 15-3 / 15-5
- R. Marimaran –  Rohan Rao: 15-4 / 9-15 / 15-12
- Khunakorn Sudhisodhi –  Kai Wui Shim: 15-7 / 9-15 / 15-10
- Andrew Connolly –  Abdullah Zainal: 15-6 / 18-17
- Liang Zhiqiang –  Mark Nichols: 15-1 / 15-5
- Kantharoopan Ponniah –  Sushant Saxena: 17-15 / 15-11
- Yong Hock Kin –  Fredyno Saha: 15-4 / 15-10
- George Thomas –  Wee Tat Leong: 15-11 / 14-15 / 15-8
- Pullela Gopichand –  Chen Shyong Chaw: 9-15 / 15-5 / 15-4
- Deng Xiaojian –  Indrajit Mukherjee: 15-9 / 6-15 / 15-5
- Seng Fung –  D. Jivehenthiran: 17-15 / 15-2
- Yee Yoon Yang –  Bernd Schwitzgebel: 15-10 / 10-15 / 15-11
- Murray Hocking –  Rosman Razak: 10-15 / 15-1 / 17-14
- Dipankar Bhattacharjee –  Tey Seu Bock: 15-7 / 15-8
- Azahan Othman –  Volker Renzelmann: 11-15 / 15-10 / 15-4
- Ron Leunissen –  Yong Wei Chia: 15-8 / 15-11
- Lin Liwen –  Yong Hock Kin: 15-7 / 15-6
- Davincy Saha –  R. Marimaran: 7-15 / 15-11 / 18-17
- Khunakorn Sudhisodhi –  Andrew Connolly: 15-10 / 15-9
- Say Yeong Gan –  Amitabh Goswami: 15-4 / 15-3
- Liang Zhiqiang –  Kantharoopan Ponniah: 15-6 / 15-0
- Yong Hock Kin –  George Thomas: 15-12 / 15-3
- Pullela Gopichand –  Deng Xiaojian: 15-17 / 15-2 / 15-3
- Seng Fung –  Yee Yoon Yang: 15-11 / 15-4
- Dipankar Bhattacharjee –  Murray Hocking: 15-10 / 15-4
- Azahan Othman –  Ron Leunissen: 15-6 / 15-8
- Lin Liwen –  Davincy Saha: 15-4 / 15-2
- Khunakorn Sudhisodhi –  Say Yeong Gan: 15-11 / 15-3

### Herreneinzel
- Ardy Wiranata –  Chan Kin Ngai: 15-4 / 15-6
- Anders Nielsen –  Chris Bruil: 10-15 / 15-3 / 15-1
- Ong Ewe Hock –  Teeranun Chiangtha: 15-6 / 17-14
- Liang Zhiqiang –  Andrei Antropow: 15-9 / 15-5
- Liu Jun –  Anders Hansson: 15-7 / 15-6
- Lee Kwang-jin –  Lee Mou-chou: 18-16 / 15-11
- Wong Tat Meng –  Koh Leng Kang: 15-0 / 15-7
- Yong Hock Kin –  Vimal Kumar: 4-15 / 15-7 / 15-9
- Foo Kok Keong –  Hideaki Motoyama: 15-10 / 15-5
- Robert Liljequist –  Valeriy Strelcov: 15-8 / 15-13
- Wei Yan –  Pullela Gopichand: 15-4 / 15-3
- Sompol Kukasemkij –  Jiang Weibin: 15-7 / 15-10
- Ahn Jae-chang –  Thiam Weng Yap: 15-10 / 15-5
- Heryanto Arbi –  Peter Axelsson: 15-9 / 15-7
- Steve Butler –  Seng Fung: 15-5 / 15-5
- Dipankar Bhattacharjee –  Liu En-hung: 15-3 / 3-15 / 15-12
- Mikhail Korshuk –  Hiroki Eto: 15-4 / 10-15 / 15-7
- Wong Wai Lap –  Paul Stevenson: 7-15 / 15-12 / 17-15
- Rashid Sidek –  Chong Liang Yow: 15-0 / 15-1
- Jens Olsson –  Azahan Othman: 15-12 / 15-5
- Pang Chen –  Park Sung-woo: 11-15 / 15-8 / 18-13
- Chen Rong –  Pulsak Thewarangsee: 15-9 / 15-9
- Alan Budikusuma –  Pontus Jäntti: 15-10 / 15-4
- Lin Liwen –  Fumihiko Machida: 15-6 / 15-9
- Kwan Yoke Meng –  Rajeev Bagga: 6-15 / 15-0 / 15-9
- Kim Hak-kyun –  Lin Shyau-hsin: 15-5 / 15-13
- Joko Suprianto –  Vladislav Druzchenko: 15-6 / 15-0
- Darren Hall –  Khunakorn Sudhisodhi: 15-5 / 15-4
- Wong Ewee Mun –  Chan Wing Kit: 15-13 / 15-6
- Guido Schänzler –  Hamid Khan: 11-15 / 15-13 / 15-6
- Wu Wenkai –  Jeroen van Dijk: 15-6 / 15-10
- Detlef Poste –  Wu Jiunn-shong: w.o.
- Ardy Wiranata –  Anders Nielsen: 15-9 / 15-5
- Ong Ewe Hock –  Liang Zhiqiang: 15-3 / 3-15 / 15-5
- Liu Jun –  Lee Kwang-jin: 15-1 / 15-6
- Wong Tat Meng –  Yong Hock Kin: 15-13 / 15-3
- Foo Kok Keong –  Robert Liljequist: 15-3 / 15-5
- Wei Yan –  Detlef Poste: 15-5 / 15-5
- Sompol Kukasemkij –  Ahn Jae-chang: 15-12 / 15-10
- Heryanto Arbi –  Steve Butler: 15-2 / 15-2
- Dipankar Bhattacharjee –  Mikhail Korshuk: 11-15 / 15-0 / 15-8
- Rashid Sidek –  Wong Wai Lap: 15-3 / 15-0
- Jens Olsson –  Pang Chen: 17-18 / 15-7 / 15-9
- Alan Budikusuma –  Chen Rong: 15-12 / 15-8
- Kwan Yoke Meng –  Lin Liwen: 15-10 / 15-8
- Joko Suprianto –  Kim Hak-kyun: 15-10 / 15-12
- Darren Hall –  Wong Ewee Mun: 15-10 / 4-15 / 18-15
- Wu Wenkai –  Guido Schänzler: 15-6 / 15-11
- Ardy Wiranata –  Ong Ewe Hock: 15-5 / 15-7
- Liu Jun –  Wong Tat Meng: 15-3 / 15-12
- Foo Kok Keong –  Wei Yan: 18-15 / 14-17 / 15-4
- Sompol Kukasemkij –  Heryanto Arbi: 15-9 / 15-3
- Rashid Sidek –  Dipankar Bhattacharjee: 15-3 / 15-5
- Alan Budikusuma –  Jens Olsson: 15-5 / 15-9
- Joko Suprianto –  Kwan Yoke Meng: 15-10 / 15-7
- Wu Wenkai –  Darren Hall: 15-4 / 15-18 / 18-15
- Ardy Wiranata –  Liu Jun: 15-10 / 15-11
- Foo Kok Keong –  Sompol Kukasemkij: 15-8 / 15-6
- Rashid Sidek –  Alan Budikusuma: 15-12 / 15-4
- Wu Wenkai –  Joko Suprianto: 18-13 / 15-8
- Foo Kok Keong –  Ardy Wiranata: 12-15 / 15-8 / 17-14
- Rashid Sidek –  Wu Wenkai: 15-3 / 15-3
- Rashid Sidek –  Foo Kok Keong: 15-4 / 15-5

### Dameneinzel Qualifikation
- Chong Yin Cheng –  Amanda Hardy: 11-8 / 12-10
- Tan Siew Cheng –  Neeru Nijhawan: 12-10 / 1-11 / 11-2
- Chen Hsiao-li –  Chooi Yin Leong: 11-1 / 11-0
- Chen Mei-cun –  Lee Hoong Puan: 11-5 / 8-11 / 11-0
- Thananya Phanachet –  Michaela Smith: 0-11 / 11-9 / 11-5
- Huang Ying –  Winnie Lee: 11-0 / 11-2
- Firoza Batliwala –  María de la Paz Luna Félix: 10-12 / 11-7 / 11-4
- Chong Yin Cheng –  Ana Laura de la Torre: 11-5 / 5-1
- Lim Siew Choon –  Tan Siew Cheng: 11-2 / 11-3
- Chen Hsiao-li –  Sindhu Gulati: 11-4 / 8-11 / 11-7
- Chen Mei-cun –  Anjali Purwar: 11-2 / 12-10
- Michelle O’Neill –  Kuak Seok Choon: 11-4 / 6-11 / 11-3
- Thananya Phanachet –  P. Vadana: 12-10 / 3-11 / 12-9
- Huang Ying –  Nancy Tandon: 12-10 / 11-3
- Charlotta Wihlborg –  Firoza Batliwala: 11-1 / 11-0

### Dameneinzel
- Shyu Yu-ling –  Chong Yin Cheng: 11-3 / 11-5
- Madhumita Bisht –  Zarinah Abdullah: 12-10 / 12-10
- Jihyun Marr –  Lim Siew Choon: 11-2 / 11-1
- Anna Lao –  Elena Rybkina: 11-2 / 11-2
- Yuliani Santosa –  Chen Hsiao-li: 11-3 / 11-5
- Joanne Muggeridge –  Tan Mei Chuan: 11-7 / 11-0
- Denyse Julien –  Chen Mei-cun: 12-11 / 9-11 / 11-8
- Hisako Mizui –  Astrid Crabo: 11-5 / 11-7
- Lisa Campbell –  Christine Skropke: 11-1 / 11-4
- Lee Wai Leng –  Michelle O’Neill: 11-2 / 11-0
- Bang Soo-hyun –  Aiko Miyamura: 11-4 / 11-1
- Doris Piché –  Thananya Phanachet: 11-6 / 12-9
- Harumi Kohhara –  Katrin Schmidt: 11-4 / 12-9
- Gil Young-ah –  Huang Ying: 11-6 / 11-1
- Charlotta Wihlborg –  Pornsawan Plungwech: 11-6 / 11-7
- Rhonda Cator –  Saite Kim Tan: 11-4 / 11-7
- Tang Jiuhong –  Kerstin Ubben: 11-3 / 11-0
- Shyu Yu-ling –  Madhumita Bisht: 12-9 / 11-4
- Catrine Bengtsson –  Haruko Yachi: 11-4 / 11-7
- Jihyun Marr –  Anna Lao: 11-3 / 11-7
- Lee Heung-soon –  Zhou Qianmin: 11-1 / 7-11 / 11-0
- Yuliani Santosa –  Joanne Muggeridge: 11-3 / 8-11 / 11-9
- Jaroensiri Somhasurthai –  Wong Chun Fan: 11-7 / 12-10
- Denyse Julien –  Hisako Mizui: 5-11 / 12-11 / 11-9
- Lisa Campbell –  Lee Wai Leng: 4-11 / 11-6 / 11-5
- Helen Troke –  Yuni Kartika: 8-11 / 11-3 / 11-5
- Bang Soo-hyun –  Doris Piché: 11-2 / 11-0
- Gil Young-ah –  Harumi Kohhara: 11-6 / 11-4
- Christine Magnusson –  Feng Mei-ying: 11-5 / 11-4
- Rhonda Cator –  Charlotta Wihlborg: 11-4 / 11-4
- Sarwendah Kusumawardhani –  Tung Chau Man: 11-1 / 11-0
- Zhou Lei –  Saule Kustavletova: w.o.
- Tang Jiuhong –  Shyu Yu-ling: 11-3 / 11-1
- Jihyun Marr –  Catrine Bengtsson: 11-5 / 11-5
- Lee Heung-soon –  Yuliani Santosa: 11-8 / 7-11 / 11-5
- Jaroensiri Somhasurthai –  Denyse Julien: 11-1 / 11-9
- Helen Troke –  Lisa Campbell: 11-6 / 11-1
- Bang Soo-hyun –  Zhou Lei: 11-7 / 11-3
- Gil Young-ah –  Christine Magnusson: 11-4 / 8-11 / 11-4
- Sarwendah Kusumawardhani –  Rhonda Cator: 11-7 / 11-6
- Tang Jiuhong –  Jihyun Marr: 11-7 / 11-7
- Lee Heung-soon –  Jaroensiri Somhasurthai: 11-3 / 11-2
- Bang Soo-hyun –  Helen Troke: 11-5 / 11-0
- Sarwendah Kusumawardhani –  Gil Young-ah: 11-0 / 11-6
- Tang Jiuhong –  Lee Heung-soon: 11-8 / 4-11 / 12-9
- Sarwendah Kusumawardhani –  Bang Soo-hyun: 6-11 / 11-8 / 11-1
- Sarwendah Kusumawardhani –  Tang Jiuhong: 12-11 / 11-1

### Herrendoppel Qualifikation
- Roslin Hashim /  Koo Yong Chut –  Stephenson Sylvester /  Kenneth Vella: 15-7 / 15-10
- Andrew Connolly /  Murray Hocking –  Wee Chan Leong /  Wee Tat Leong: 15-11 / 15-7
- Mikhail Korshuk /  Yee Yoon Yang –  Say Yeong Gan /  Yong Hock Kin: 15-4 / 15-0
- Simon Lee /  Cheh Seng Pang –  Roslin Hashim /  Koo Yong Chut: 15-5 / 15-7
- Hock Leong Lee /  Hock Su Lee –  Christophe Jeanjean /  Etienne Thobois: 15-2 / 15-7
- Volker Eiber /  Bernd Schwitzgebel –  Yong Wei Chia /  Leonard Lim: 15-4 / 15-1
- Stephan Kuhl /  Jean-Frédéric Massias –  Chew Choon Eng /  Rosman Razak: 15-8 / 18-17
- Lin Liwen /  Liu Jianjun –  D. Jivehenthiran /  Tey Seu Bock: 15-6 / 15-8

### Herrendoppel
- Shuji Matsuno /  Shinji Matsuura –  Andrew Connolly /  Murray Hocking: 15-2 / 15-2
- Yap Yee Guan /  Yap Yee Hup –  Mikhail Korshuk /  Yee Yoon Yang: 15-6 / 15-1
- Simon Lee /  Cheh Seng Pang –  Ron Leunissen /  Jeroen Steffers: 15-8 / 15-4
- Hock Leong Lee /  Hock Su Lee –  Kai Mitteldorf /  Guido Schänzler: 15-11 / 12-15 / 15-6
- Tan Kim Her /  Yap Kim Hock –  Volker Eiber /  Bernd Schwitzgebel: 15-5 / 15-4
- Vladislav Druzchenko /  Valeriy Strelcov –  Stephan Kuhl /  Jean-Frédéric Massias: 15-9 / 15-3
- Chan Siu Kwong /  Ng Pak Kum –  Sai Foh Lee /  Yin Leong Lim: 18-13 / 15-9
- Siripong Siripool /  Pramote Teerawiwatana –  Lin Liwen /  Liu Jianjun: 15-9 / 15-6
- Kim Moon-soo /  Park Joo-bong –  Vinod Kumar /  Uday Pawar: 15-6 / 15-3
- Ricky Subagja /  Rexy Mainaky –  Shuji Matsuno /  Shinji Matsuura: 11-15 / 15-10 / 15-8
- Chen Hongyong /  Chen Kang –  Ko Hsin-ming /  Yang Shih-jeng: 15-9 / 15-9
- Yap Yee Guan /  Yap Yee Hup –  Sawei Chanseorasmee /  Sakrapee Thongsari: 15-8 / 15-11
- Jon Holst-Christensen /  Thomas Lund –  Jiang Xin /  Yu Yong: 15-7 / 15-6
- Simon Lee /  Cheh Seng Pang –  Amitabh Goswami /  Sushant Saxena: 15-12 / 15-7
- Cheah Soon Kit /  Soo Beng Kiang –  Hong Han Lim /  Chong Liang Yow: 15-2 / 15-3
- Peter Blackburn /  Darren McDonald –  Hock Leong Lee /  Hock Su Lee: 15-6 / 15-5
- Peter Axelsson /  Pär-Gunnar Jönsson –  Tan Kim Her /  Yap Kim Hock: 14-17 / 15-13 / 15-9
- Huang Zhanzhong /  Zheng Yumin –  Fumihiko Machida /  Koji Miya: 15-3 / 15-4
- Vladislav Druzchenko /  Valeriy Strelcov –  Detlef Poste /  Volker Renzelmann: 15-8 / 15-10
- Jalani Sidek /  Razif Sidek –  Praveen Kumar /  George Thomas: 15-7 / 15-8
- Ong Ewe Chye /  Rahman Sidek –  Chan Siu Kwong /  Ng Pak Kum: 15-0 / 15-2
- Imay Hendra /  Bagus Setiadi –  Chris Bruil /  Jeroen van Dijk: 15-5 / 15-11
- Siripong Siripool /  Pramote Teerawiwatana –  Lee Sang-bok /  Shon Jin-hwan: 15-5 / 15-10
- Li Yongbo /  Tian Bingyi –  Andrew Connolly /  Mark Nichols: 15-8 / 15-9
- Kim Moon-soo /  Park Joo-bong –  Ricky Subagja /  Rexy Mainaky: 18-15 / 15-10
- Chen Hongyong /  Chen Kang –  Yap Yee Guan /  Yap Yee Hup: 15-4 / 15-11
- Cheah Soon Kit /  Soo Beng Kiang –  Peter Blackburn /  Darren McDonald: 18-13 / 15-6
- Huang Zhanzhong /  Zheng Yumin –  Peter Axelsson /  Pär-Gunnar Jönsson: 15-13 / 15-8
- Jalani Sidek /  Razif Sidek –  Vladislav Druzchenko /  Valeriy Strelcov: 15-2 / 15-5
- Imay Hendra /  Bagus Setiadi –  Ong Ewe Chye /  Rahman Sidek: 5-15 / 15-9 / 15-4
- Li Yongbo /  Tian Bingyi –  Siripong Siripool /  Pramote Teerawiwatana: 15-6 / 15-12
- Jon Holst-Christensen /  Thomas Lund –  Simon Lee /  Cheh Seng Pang: w.o.
- Kim Moon-soo /  Park Joo-bong –  Chen Hongyong /  Chen Kang: 15-6 / 15-3
- Jon Holst-Christensen /  Thomas Lund –  Cheah Soon Kit /  Soo Beng Kiang: 15-6 / 15-13
- Jalani Sidek /  Razif Sidek –  Huang Zhanzhong /  Zheng Yumin: 15-13 / 15-3
- Li Yongbo /  Tian Bingyi –  Imay Hendra /  Bagus Setiadi: 15-9 / 15-9
- Kim Moon-soo /  Park Joo-bong –  Jon Holst-Christensen /  Thomas Lund: 15-6 / 15-5
- Jalani Sidek /  Razif Sidek –  Li Yongbo /  Tian Bingyi: 10-15 / 15-8 / 15-9
- Kim Moon-soo /  Park Joo-bong –  Jalani Sidek /  Razif Sidek: 15-8 / 15-11

### Damendoppel Qualifikation
- Peng Xingxing /  Wu Pei –  Michelle O’Neill /  Michaela Smith: 15-6 / 15-3
- Qin Jihua /  Sun Man –  Sindhu Gulati /  Neeru Nijhawan: 15-8 / 15-2
- Lisa Campbell /  Amanda Hardy –  Leen Ai /  Tan Siew Cheng: 15-2 / 15-0
- Peng Xingxing /  Wu Pei –  Chen Hsiao-li /  Shyu Yu-ling: 6-15 / 18-17 / 15-9
- Qin Jihua /  Sun Man –  Chong Yin Cheng /  Lee Hoong Puan: 15-10 / 15-8
- Lisa Campbell /  Amanda Hardy –  Firoza Batliwala /  Nancy Tandon: 15-7 / 15-1
- Huang Ying /  Tian Min –  Indra Gandi /  K. Krishnamal: 15-1 / 15-1

### Damendoppel
- Christine Magnusson /  Lim Xiaoqing –  Lee Wai Leng /  Saite Kim Tan: 15-9 / 15-2
- Pan Li /  Wu Yuhong –  Peng Xingxing /  Wu Pei: 15-2 / 15-5
- Pernille Dupont /  Grete Mogensen –  Catherine /  Eliza Nathanael: 15-10 / 15-9
- Kimiko Jinnai /  Hisako Mori –  Qin Jihua /  Sun Man: 18-16 / 15-7
- Rhonda Cator /  Anna Lao –  Ladawan Mulasartsatorn /  Piyathip Sansaniyakulvilai: 15-6 / 15-4
- Kang Chia-yi /  Lee Chien-mei –  Gillian Gowers /  Joanne Muggeridge: 5-15 / 15-5 / 15-11
- Denyse Julien /  Doris Piché –  Chung Hoi Yuk /  Tung Chau Man: 15-10 / 18-13
- Tokiko Hirota /  Yuko Koike –  Lisa Campbell /  Amanda Hardy: 15-5 / 15-6
- Tan Lee Wai /  Tan Sui Hoon –  Plernta Boonyarit /  Thananya Phanachet: 15-4 / 15-4
- Finarsih /  Lili Tampi –  Lin Yanfen /  Zhang Wanling: 15-3 / 11-15 / 15-12
- Catrine Bengtsson /  Maria Bengtsson –  Anjali Purwar /  P. Vadana: 15-0 / 15-3
- Chung Myung-hee /  Shim Eun-jung –  Huang Ying /  Tian Min: 15-10 / 15-6
- Astrid Crabo /  Charlotta Wihlborg –  Chen Mei-cun /  Feng Mei-ying: 15-17 / 17-14 / 15-12
- Tomomi Matsuo /  Kyoko Sasage –  Katrin Schmidt /  Kerstin Ubben: 15-10 / 15-12
- Chung So-young /  Hwang Hye-young –  Christine Magnusson /  Lim Xiaoqing: 15-3 / 15-2
- Pernille Dupont /  Grete Mogensen –  Pan Li /  Wu Yuhong: 18-14 / 11-15 / 15-10
- Rhonda Cator /  Anna Lao –  Kimiko Jinnai /  Hisako Mori: 7-15 / 15-8 / 15-11
- Kang Chia-yi /  Lee Chien-mei –  Denyse Julien /  Doris Piché: 15-1 / 15-0
- Tan Lee Wai /  Tan Sui Hoon –  Tokiko Hirota /  Yuko Koike: 15-3 / 15-2
- Finarsih /  Lili Tampi –  Catrine Bengtsson /  Maria Bengtsson: 15-7 / 15-11
- Chung Myung-hee /  Shim Eun-jung –  Astrid Crabo /  Charlotta Wihlborg: 15-4 / 15-2
- Gillian Clark /  Nettie Nielsen –  Tomomi Matsuo /  Kyoko Sasage: 15-9 / 15-9
- Chung So-young /  Hwang Hye-young –  Pernille Dupont /  Grete Mogensen: 18-15 / 8-2
- Rhonda Cator /  Anna Lao –  Kang Chia-yi /  Lee Chien-mei: 15-11 / 15-13
- Finarsih /  Lili Tampi –  Tan Lee Wai /  Tan Sui Hoon: 15-8 / 15-4
- Gillian Clark /  Nettie Nielsen –  Chung Myung-hee /  Shim Eun-jung: 15-8 / 18-13
- Chung So-young /  Hwang Hye-young –  Rhonda Cator /  Anna Lao: 15-5 / 15-5
- Gillian Clark /  Nettie Nielsen –  Finarsih /  Lili Tampi: 15-6 / 4-15 / 15-11
- Chung So-young /  Hwang Hye-young –  Gillian Clark /  Nettie Nielsen: 15-10 / 15-11

### Mixed
- Park Sung-woo /  Shim Eun-jung –  Chan Siu Kwong /  Tung Chau Man: 15-5 / 15-5
- Stephan Kuhl /  Katrin Schmidt –  Yu Yong /  Peng Xingxing: 15-12 / 15-2
- Yap Yee Hup /  Lim Siew Choon –  Liang Zhiqiang /  Tian Min: 15-9 / 15-4
- Pär-Gunnar Jönsson /  Maria Bengtsson –  Yang Shih-jeng /  Kang Chia-yi: 15-7 / 15-5
- Tan Kim Her /  Tan Sui Hoon –  Peter Blackburn /  Lisa Campbell: 15-8 / 18-16
- Shon Jin-hwan /  Gil Young-ah –  Darren McDonald /  Amanda Hardy: 15-11 / 15-6
- Liu Jianjun /  Wu Pei –  Andrei Antropow /  Jelena Rybkina: 15-8 / 15-11
- Paul Stevenson /  Rhonda Cator –  Bernd Schwitzgebel /  Kerstin Ubben: 15-12 / 9-15 / 17-14
- Lee Mou-chou /  Lee Chien-mei –  Cheh Seng Pang /  Tan Lee Wai: 15-2 / 12-10
- Lee Sang-bok /  Chung So-young –  Thomas Kihlström /  Lim Xiaoqing: 15-7 / 15-10
- Jens Olsson /  Gillian Gowers –  Ng Pak Kum /  Chung Hoi Yuk: 7-15 / 15-9 / 15-7
- Lin Liwen /  Sun Man –  Volker Eiber /  Christine Skropke: 15-12 / 15-6
- Max Gandrup /  Gillian Clark –  Praveen Kumar /  Madhumita Bisht: w.o.
- Jiang Xin /  Qin Jihua –  Mikhail Korshuk /  Saule Kustavletova: w.o.
- Thomas Lund /  Pernille Dupont –  Park Sung-woo /  Shim Eun-jung: 15-6 / 15-4
- Yap Yee Hup /  Lim Siew Choon –  Stephan Kuhl /  Katrin Schmidt: 15-9 / 15-11
- Tan Kim Her /  Tan Sui Hoon –  Pär-Gunnar Jönsson /  Maria Bengtsson: 15-3 / 10-15 / 17-14
- Shon Jin-hwan /  Gil Young-ah –  Liu Jianjun /  Wu Pei: 15-11 / 15-8
- Max Gandrup /  Gillian Clark –  Paul Stevenson /  Rhonda Cator: 15-3 / 15-1
- Lee Sang-bok /  Chung So-young –  Lee Mou-chou /  Lee Chien-mei: 15-12 / 18-15
- Jens Olsson /  Gillian Gowers –  Jiang Xin /  Qin Jihua: 15-12 / 15-7
- Jon Holst-Christensen /  Grete Mogensen –  Lin Liwen /  Sun Man: 15-1 / 15-4
- Thomas Lund /  Pernille Dupont –  Yap Yee Hup /  Lim Siew Choon: 17-14 / 15-7
- Shon Jin-hwan /  Gil Young-ah –  Tan Kim Her /  Tan Sui Hoon: 15-12 / 15-5
- Lee Sang-bok /  Chung So-young –  Max Gandrup /  Gillian Clark: 15-11 / 15-10
- Jon Holst-Christensen /  Grete Mogensen –  Jens Olsson /  Gillian Gowers: 15-8 / 15-3
- Thomas Lund /  Pernille Dupont –  Shon Jin-hwan /  Gil Young-ah: 11-15 / 15-1 / 15-9
- Lee Sang-bok /  Chung So-young –  Jon Holst-Christensen /  Grete Mogensen: 17-14 / 11-15 / 15-6
- Lee Sang-bok /  Chung So-young –  Thomas Lund /  Pernille Dupont: 15-11 / 15-8